# Ngawal
Ngawal (en népalais : ङावल) est un comité de développement villageois du Népal situé dans le district de Manang. Au recensement de 2011, il comptait 274 habitants.